# Lake Condah
Im Gebiet des Lake Condah wurde 1867 von der Kirche von England eine Aborigines-Missionsstation gegründet. Sie wurde bis 1919 von ihr und teilweise vom Aboriginal Protection Board betrieben. Sie wurde geschlossen als die Regierung von Victoria sie übernahm. Zeitweise waren auch die Gunditjmara in dieser Missionsstation, die in der Framlingham-Missionsstation untergebracht waren, als diese geschlossen wurde. Zahlreiche Aborigines lebten bis in die 1950er Jahre weiterhin in diesem Gebiet und mussten es verlassen, weil das Militär dieses Gelände für ihre Zwecke benötigte.  